# 纳斯特兰格
纳斯特兰格（法語：Nastringues，法語發音：[nastʁɛ̃ɡ]）是法国多尔多涅省的一个市镇，属于贝尔热拉克区。

## 地理
纳斯特兰格（44°52'30"N, 0°9'14"E）面积6.22 平方千米，位于法国新阿基坦大区多爾多涅省，该省份为法国西南部内陆省份，是法國本土面积第三大的省，大致对应佩里戈尔地区，北起顺时针与夏朗德省、上维埃纳省、科雷兹省、洛特省、洛特-加龙省、吉倫特省和滨海夏朗德省接壤。
与纳斯特兰格接壤的市镇（或旧市镇、城区）包括：圣梅阿尔德居尔松、富盖罗勒、蒙塔佐、圣安托万德布勒伊、韦利讷。

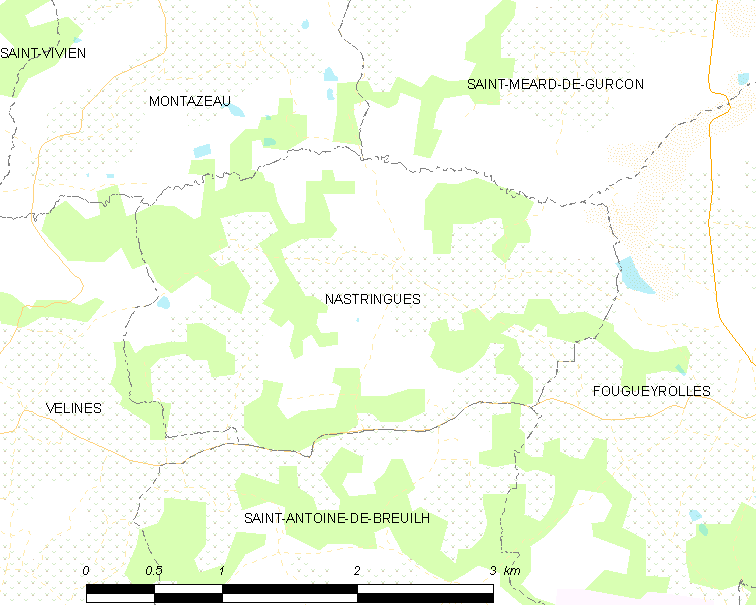
纳斯特兰格的OSM定位图

纳斯特兰格的时区为UTC+01:00、UTC+02:00（夏令时）。

## 行政
纳斯特兰格的邮政编码为24230，INSEE市镇编码为24306。

## 政治
纳斯特兰格所属的省级选区为蒙泰涅和居尔松地区县。

## 人口

1962-2008年间纳斯特兰格人口变化图示

纳斯特兰格于2022年1月1日时的人口数量为135人。